# Nicky Hofs
Nicky Hofs (ur. 17 maja 1983 w Arnhem) – holenderski piłkarz grający na pozycji ofensywnego pomocnika.

## Kariera klubowa
Hofs pochodzi z Arnhem. W wieku 5 lat trafił do szkółki z tego miasta, Arnhemse Boys. Gdy był juniorem, zainteresowały się nim zespoły SBV Vitesse i AFC Ajax. Po oblaniu testów w Ajaksie trafił ostatecznie do Vitesse. W sezonie 2001/2002 został włączony do kadry pierwszego zespołu i 27 stycznia 2002 zadebiutował w Eredivisie, wygranym 2:1 meczem z NEC Nijmegen. Ogółem w całym sezonie zagrał 13 razy i zdobył 2 gole dla swojej drużyny zajmując z Vitesse 5. miejsce. Rok później jego dorobek to także 13 meczów i 2 gole, ale zespół z Arnhem zajął tym razem 15. miejsce. W sezonie 2003/2004 był podstawowym zawodnikiem Vitesse, w barwach którego zdobył 5 bramek, jednak drużyna w kolejnym sezonie zagrała jeszcze słabiej i skończyła sezon na 16. pozycji. Sezon 2004/2005 Hofs także zaczął w Vitesse i uzyskał dla „żółto-czarnych” 6 goli.
Zimą 2005 Hofs podpisał kontrakt z Feyenoordem, który zapłacił za niego sumę 200 tysięcy euro. W Feyenoordzie zadebiutował 23 stycznia w przegranym 1:2 meczu ze swoją niedawną drużyną z Arnhem. Ogółem w lidze w Feyenoordzie wystąpił w 12 meczach i strzelił 5 bramek. W sezonie 2005/2006 Hofs doznał kontuzji kolana, która wyeliminowała go z gry na ponad połowę sezonu. Zdołał zagrać tylko w 14 meczach i zdobył 3 gole, a z Feyenoordem zajął 3. miejsce w Eredivisie. Od początku sezonu 2006/2007 Hofs był podstawowym zawodnikiem klubu z Rotterdamu. W Feyenoordzie występował do 2008 roku.
Latem 2008 Hofs wrócił do Vitesse, w którym grał przez 2 sezony. Z kolei w 2010 roku przeszedł do cypryjskiego klubu AEL Limassol. W 2011 roku wrócił ponownie do Vitesse Arnhem. W 2013 roku był wypożyczony do Willem II Tilburg. Latem 2013 zakończył karierę.
| Sezon   | Klub                | Kraj     | Rozgrywki                 | Mecze | Bramki |
| ------- | ------------------- | -------- | ------------------------- | ----- | ------ |
| 2001/02 | SBV Vitesse         | Holandia | Eredivisie                | 13    | 2      |
| 2002/03 | SBV Vitesse         | Holandia | Eredivisie                | 13    | 2      |
| 2003/04 | SBV Vitesse         | Holandia | Eredivisie                | 27    | 5      |
| 2004/05 | SBV Vitesse         | Holandia | Eredivisie                | 16    | 6      |
| 2004/05 | Feyenoord Rotterdam | Holandia | Eredivisie                | 12    | 5      |
| 2005/06 | Feyenoord Rotterdam | Holandia | Eredivisie                | 14    | 3      |
| 2006/07 | Feyenoord Rotterdam | Holandia | Eredivisie                | 19    | 7      |
| 2007/08 | Feyenoord Rotterdam | Holandia | Eredivisie                | 23    | 6      |
| 2008/09 | SBV Vitesse         | Holandia | Eredivisie                | 30    | 7      |
| 2009/10 | SBV Vitesse         | Holandia | Eredivisie                | 31    | 1      |
| 2010/11 | AEL Limassol        | Cypr     | Protathlima A’ Kategorias | 14    | 0      |
| 2011/12 | SBV Vitesse         | Holandia | Eredivisie                | 27    | 5      |
| 2012/13 | SBV Vitesse         | Holandia | Eredivisie                | 6     | 0      |
| 2012/13 | Willem II Tilburg   | Holandia | Eredivisie                | 9     | 0      |

## Kariera reprezentacyjna
Hofs był podstawowym zawodnikiem młodzieżowej reprezentacji Holandii U-21. 1 marca 2006 w wygranym 1:0 meczu z Ekwadorem zadebiutował w pierwszej reprezentacji (w 61. minucie zastąpił George’a Boatenga. Nie został jednak powołany do kadry na Mistrzostwa Świata w Niemczech, ale pojechał na finały Mistrzostw Europy U-21 do Portugalii. Miał duży udział w wywalczeniu przez Holandię tytułu Mistrza Europy, gdy jego dwa gole przesądziły o zwycięstwie z Francją.